# Катулл, XVI

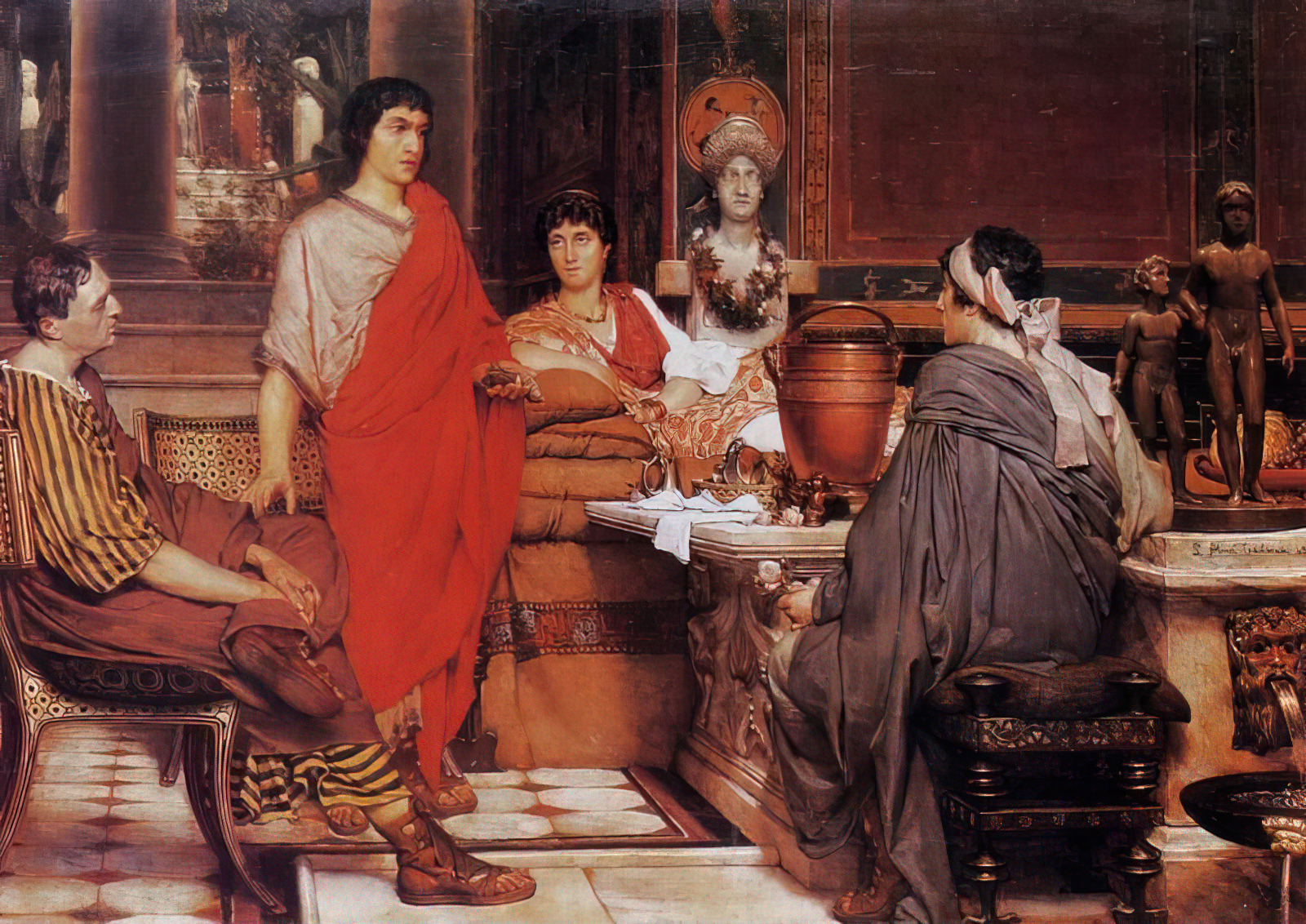
Катулл (по центру) в представлении художника: «Катулл у Лесбии», Лоуренс Альма-Тадема, 1865

Шестнадцатое стихотворение Катулла (сокр. Катулл, XVI; также известно по первой строке «Pedicabo ego vos et irrumabo…») — произведение древнеримского поэта I века до н. э. Катулла, включённое в «Книгу Катулла Веронского» под номером 16. Произведение известно грубой угрозой сексуального насилия и поднятой в нём темой добродетели поэта при возможной нецеломудренности его стихов. Благодаря обилию латинской обсценной лексики стихотворение многократно подвергалось цензуре при переводе на другие языки.

## Предыстория
Гай Валерий Катулл — древнеримский писатель, прославившийся чувственными стихами к Лесбии и Ювенцию, в особенности двустишием «Odi et amo» (с лат. — «Ненавижу и люблю»), стоящими у истоков европейской романтической литературы, известен также своими ругательными посланиями своим врагам и друзьям.
Гомосексуальные отношения в Древнем Риме воспринимались иначе, чем в современном западном мире. Место противопоставления партнёров по полу занимало противопоставление активной и пассивной ролей, причём секс мужчины-гражданина с партнёром любого пола требовал его участия в активной роли, пассивная же была уделом детей, женщин и иностранцев.
Стихотворение предположительно адресовано его знакомым, поэту Марку Фурию Бибакулу и политическому деятелю Марку Аврелию Котте Максиму Мессалине, которые также являются персонажами текстов 11, 15, 21, 23, 24 и 26 Катулла, — причём во всех, кроме 11-го, в их адрес направлена оскорбительная лексика.

## Текст
| №     | Оригинальный латинский текст             | Перевод Адриана Пиотровского, 1929   | Перевод Сергея Шервинского, 1986       |
| ----- | ---------------------------------------- | ------------------------------------ | -------------------------------------- |
| 16.1  | Pedicabo ego vos et irrumabo,            | Растяну вас и двину, негодяи!        | Вот ужо я вас спереди и сзади,         |
| 16.2  | Aureli pathice et cinaede Furi,          | Блудный Фурий и пащенок Аврелий!     | Мерзкий Фурий с Аврелием беспутным!    |
| 16.3  | qui me ex versiculis meis putastis,      | По стихам моим, лёгким и нескромным, | Вы, читая мои стишки, решили           |
| 16.4  | quod sunt molliculi, parum pudicum.      | Вы мальчишкой сочли меня бесстыдным  | По игривости их, что я развратен?      |
| 16.5  | Nam castum esse decet pium poetam        | Сердце чистым должно быть у поэта,   | Целомудренным быть благочестивый       |
| 16.6  | ipsum, versiculos nihil necesse est,     | Но стихи его могут быть иными.       | Сам лишь должен поэт, стихи — нимало.  |
| 16.7  | qui tum denique habent salem ac leporem, | Даже блеск и солёность придает им    | У стихов лишь тогда и соль и прелесть, |
| 16.8  | si sint molliculi ac parum pudici        | Лёгкой мысли нескромная усмешка.     | Коль щекочут они, бесстыдны в меру     |
| 16.9  | et quod pruriat incitare possint,        | Веселит она, нет, не лоботрясов,     | И легко довести до зуда могут —        |
| 16.10 | non dico pueris, sed his pilosis,        | А мужей бородатых, долгой жизнью     | Не ребят, говорю, но и брадатых,       |
| 16.11 | qui duros nequeunt movere lumbos.        | Утомлённых и к страсти охладевших.   | Тех, которым невмочь и ляжкой двигать. |
| 16.12 | Vos quod milia multa basiorum            | Вы же, счёт потерявши поцелуям,      | Из-за тысячи тысяч поцелуев            |
| 16.13 | legistis, male me marem putatis?         | Не хотите считать меня мужчиной?     | Перестали меня считать мужчиной?       |
| 16.14 | Pedicabo ego vos et irrumabo.            | Растяну вас и двину, негодяи!        | Вот ужо я вас спереди и сзади!         |

1. ↑  Pedico — вставлять половой член в анус другого человека, см. Forberg, 1824; см. также Adams, 1990, p. 123 для описания практики словоупотребления.
2. ↑  Irrumo — вставлять половой член в рот другого человека для осуществления орального секса, см. Forberg, 1824; см. также Adams, 1990, p. 125 для описания практики словоупотребления.
3. ↑  Pathicus — принимающий партнёр в оральном сексе.
4. ↑  Cinaedus — принимающий партнёр в анальном сексе.
5. ↑  Sal — остроумие; соль.
6. ↑  Duros — твёрдый, означает или неподвижность стареющего тела, или сложность достижения эрекции.
7. ↑  Lumbus может являться эвфемизмом для полового члена, однако в классической латыни чаще означает чресла в контексте движений при половом акте, см. J.N. Adams. The Latin Sexual Vocabulary (англ.). — Johns Hopkins University Press, 1982. — P. 48. — 272 p. Архивировано 5 октября 2020 года.

## Обзор
Фурий и Аврелий укоряют Катулла в излишней женственности из-за его любовной лирики, на что он отвечает, что не следует судить о характере человека по его творчеству — тема, по которой на Катулла ссылались античные писатели Овидий, Плиний Младший, Марциал, Апулей.
Ответ выражен в форме угрозы сексуального насилия: так, фраза «pedicabo ego vos et irrumabo», повторяющаяся в первой и последней строках, содержит глаголы «pedico» и «irrumo», которые означают анальный и оральный секс соответственно. Сама фраза может быть буквально переведена как «Отымею я вас и в рот и в жопу», однако может быть понята и в переносном смысле — как грубый ответ вроде русского «пошёл в жопу». Двукратное повторение — и «pedicabo», и «irrumabo» — придаёт этим строкам избыточную гипер-маскулинность, добавляя юмористичности и приближая их к пародии.

## Переводы
Стихотворение 16 — один из наиболее проблемных для перевода текстов Катулла, который разные авторы сокращали, переводили как лёгким, лишённым грубости, так и тяжёлым, устаревшим или нечётким языком, иногда совершенно меняя смысл отдельных частей.
Так, вплоть до недавнего времени не мог быть опубликован буквальный перевод повторяющейся первой и последней строки на английский язык. Джон Нотт в двуязычном латинско-английском издании 1795 года, переводя зачин стихотворения как «I’ll treat you as 'tis meet, I swear» (примерно «Клянусь, я буду обращаться с вами по заслугам»), в порядке извинения замечает в примечании, что в стихах подобного рода «непристойности больше в словах, чем в смысле». Во французской традиции устоялся прозаический перевод Эгена де Герля (1837) «Я дам вам доказательства моей мужественности» (фр. Je vous donnerai des preuves de ma virilité), лишь слегка усиленный непристойным намёком в поэтическом переводе Эдмона Ростана (1882): «Я заставлю вас ощутить (буквально — потрогать) мою мужественность» (фр. Je vous ferai tâter de ma virilité). Даже в XX веке в переводе Ф. А. Райта взамен используется «I’ll show you I’m a man» («Я покажу вам, что я мужчина»), в переводе Джека Линдсея — «Aurelius down, you’ll knuckle under!/ Furius up! Admit your blunder!» («Аврелий, вниз, встань на корточки! Фурий, вверх! Признай свою ошибку!»). Хорас Грегори использует «Furius, Aurelius, I’ll work your own perversions on you and your persons» («Фурий, Аврелий, я применю ваши извращения к вам самим») в начале и «Come at me, and I’ll be ready to defile you and seduce you» («Подойдите ко мне, и я буду готов обесчестить и соблазнить вас») в конце, а Рой Артур Суонсон переводит как «I’ll snag you and gag you» («Я схвачу вас и заткну вам рты»). Лишь на рубеже XX—XXI столетий в английской традиции появляются адекватные переводы, среди которых специалисты выделяют версию Дэвида Малроя «I’m going to rape you, front and back, / you queer and you nymphomaniac» («Я изнасилую вас спереди и сзади, тебя, извращенец, и тебя, нимфоман»).
Первый перевод на русский язык был сделан Афанасием Фетом (1886). Адриан Пиотровский в своём неполном переводе в качестве первой строки использует «Растяну вас и двину, негодяи» (1929). В переводе Сергея Шервинского (1986) предлагался вариант «Вот ужо я вас спереди и сзади, мерзкий Фурий с Аврелием беспутным» от редактора Михаила Гаспарова, но он не прошёл советскую цензуру и фрагмент «спереди и сзади» был заменён на многоточие. При этом Шервинский замечает, что «для совсем уж точной передачи катулловских слов нужно было бы написать „Вот ужо заебу вас в рот и в жопу“».
Современные русские переводчики демонстрируют в этом тексте меньше стеснительности: хотя Максим Амелин использует иносказание в переводе ключевой строки («Раскорячу я вас и отмужичу»), другие специалисты выбирают вполне однозначные формулировки: «Ох и вставлю я вам и в рот, и в жопу» (Алексей Цветков), «Вот я трахну вас спереди и сзади» (Алексей Парин), «Засажу вам и в задницу, и в рот я» (Шломо Крол).